# Guerre de Succession de Mantoue
Pour les articles homonymes, voir Guerre de Succession.
Guerre de Succession de Mantoue
Batailles
- Casal (1628-1629)
- Suze
- Pignerol
- Mantoue (1629-1630)
- Casal (1630)

La guerre de Succession de Mantoue est un conflit périphérique qui se déroula dans le cadre plus large de la guerre de Trente Ans, de 1628 à 1631. Elle opposa la France aux Habsbourg à la suite de l’extinction de la branche aînée des Gonzague en 1627.

## Contexte
Le 22 septembre 1612, François IV, duc de Mantoue et de Montferrat (François II de Montferrat) mourait à 26 ans, dix mois après le décès de son père Vincent Ier. Il avait pour seule héritière sa fille Marie, alors âgée de trois ans.
Le pouvoir fut repris par le frère cadet de François, Ferdinand (1587-1626), qui dut quitter la pourpre cardinalice et se marier pour perpétuer la lignée familiale. Il régna jusqu’en 1626 mais mourut sans postérité. Ce fut le frère benjamin, Vincent II (1594-1627), ancien cardinal également défroqué, qui lui succéda.
D’une santé déjà chancelante et sans postérité également, Ferdinand avait cependant pris soin de prévoir sa succession en organisant le mariage entre sa nièce Marie et Charles III, duc de Mayenne et d’Aiguillon, fils d’un de ses petits-cousins français éloignés, Charles III de Nevers, duc de Nevers et de Rethel, chef de lignée de la branche dite Gonzague de Nevers. L’arrière-grand-père de Charles, Frédéric II, était aussi l’arrière-grand-père de Vincent II. Les époux avaient tous deux 18 ans. Le mariage eut lieu le 26 décembre 1627 et Vincent II mourut le jour même, à l’âge de 33 ans, après seulement quatorze mois de règne.
L’empereur Ferdinand II, qui était marié depuis cinq ans avec Éléonore de Mantoue, sœur des trois derniers ducs et était donc ainsi le beau-frère de Vincent II, tenta de rattacher le duché de Mantoue à l’Empire au titre d’un bien en déshérence pour l’attribuer à une branche cadette, celle des Gonzague de Guastalla, représentée par Ferdinand II de Guastalla, qui descendait d’un frère cadet de Frédéric II de Mantoue et avait l’avantage d’être dans le camp des Espagnols et des Autrichiens.
Les prétentions de Charles de Nevers furent appuyées par la France, qui voyait un danger mortel dans l’encerclement progressif de ses domaines par les Habsbourg et leurs alliés. Ceux-ci, en effet, avaient aussi rallié à leur cause le duc de Savoie, Charles-Emmanuel Ier, qui espérait rattacher le Montferrat à son duché.

## La guerre

### Première invasion
Le 29 mars 1628, Charles-Emmanuel conquiert le Montferrat avec l’aide de troupes espagnoles et bloque ainsi Charles de Mantoue dans la ville de Casal (aujourd’hui Casale Monferrato)
Louis XIII et Richelieu passent les Alpes avec l’armée du siège de La Rochelle et forcent le pas de Suse, en Piémont, le 6 mars 1629. Le 18 mars, les troupes espagnoles se retirent alors de Casal pendant que Louis XIII et Richelieu négocient la reddition de la Savoie avec Charles-Emmanuel. En avril, la trêve de Suse est signée avec Charles-Emmanuel et leur laisse le passage pour l’Italie et la ville de Suse pour y gagner la citadelle de Trino.

### Deuxième invasion
L’Empereur d’Autriche attaqua finalement le duché de Mantoue et sa capitale, et les Espagnols décidèrent de se venger de l’affront subi en remettant le siège devant Casal, cette fois défendu par Jean de Saint-Bonnet de Toiras. Louis XIII et Richelieu, à peine revenus à Paris, repartent donc défendre les intérêts de Charles de Mantoue.
Le 18 juillet 1630, l’Empereur parvint à prendre Mantoue. Pendant trois jours et trois nuits, la ville, qui vient de subir les ravages de la peste, est livrée au pillage et au saccage par les troupes de Matthias Gallas et de Johann von Aldringen. Cependant, les événements en Allemagne et l’intervention suédoise dans la guerre de Trente Ans forcent l’Empereur à détourner son attention vers le principal théâtre d’opérations.

## Les négociations de paix
Le pape Urbain VIII, s’étant offert comme médiateur, dépêche son chargé de pouvoir, un certain Jules Mazarin, gentilhomme de son état, pour négocier la paix entre les deux parties. Le 26 octobre, alors que les troupes du maréchal de La Force s’apprêtent à prendre d’assaut la forteresse de Casal, Mazarin s’interpose et fait cesser les combats.
Le 6 avril 1631, le traité de Cherasco met fin à la guerre.

## Conséquences
L’Empereur reconnaît la possession de Mantoue et d’une partie du Montferrat par le duc de Nevers.
La Savoie reçoit aussi une partie du Montferrat. Quant à la France, elle reçoit la place forte, hautement stratégique, de Pignerol, qui lui ouvre la porte vers la plaine du Pô.
Louis XIII en est si satisfait qu’il demande à Mazarin de venir à Paris. Richelieu l’accueille avec de grandes démonstrations d’affection, lui donne une chaîne d’or avec le portrait de Louis XIII, des bijoux et une épée d’une valeur considérable et l’engage par les plus belles promesses. C’est le début de l’ascension de Mazarin aux plus hautes fonctions du royaume de France.

## Sources
- Précis de l’histoire des Français - Jean-Charles-Léonard Simonde Sismondi, Edmond Robinet - 1844.